# Viktor Schwanneke
Victor Eduard Julius Schwanneke (* 8. Februar 1880 in Hedwigsburg, Gemeinde Kissenbrück, Kreis Wolfenbüttel; † 9. Juni 1931 in Berlin) war ein deutscher Schauspieler.

## Leben und Wirken
Schwanneke begann seine Berufslaufbahn als Bankangestellter in Hannover und wechselte kurz nach der Jahrhundertwende zur Schauspielerei. Zunächst am Union-Theater, einer Sommerbühne, in Hannover engagiert, kam er im Herbst 1904 für sein erstes Festengagement nach Rudolstadt. Es folgten Theaterverpflichtungen nach Frankfurt an der Oder und Stettin.
1908 ging er nach München, um ein Engagement am dortigen Hoftheater anzutreten. Dort machte er in der Folgezeit Karriere als 1. Komiker; zu seinen bekanntesten Rollen zählen der Theaterdirektor Striese in Der Raub der Sabinerinnen, der Ritter Beichenwang in Was ihr wollt und der Schummrich in Die zärtlichen Verwandten.
1916 holte ihn der Regisseur Maximilian Sladek zu einem Gastspiel nach Berlin. Hier reüssierte er zunächst in der Komödie Der Floh im Panzerhaus. Als die revolutionären Unruhen Ende 1918 auch München erfassten, wurde Schwanneke als Interimsdirektor an die Bayerischen Staatstheater (Staatsoper und Staatsschauspiel) nach München geholt. 1920 ließ er sich endgültig in Berlin nieder und wirkte zunächst als Schauspieler und Regisseur am 'Kleinen Schauspielhaus' in Charlottenburg. Weitere Schwanneke-Spielstätten waren unter anderem die Volksbühne und Die Tribüne. Einen seiner größten Späterfolge feierte er kurz vor seinem Tod unter Max Reinhardts Intendanz in Der Schwierige, einem Lustspiel von Hugo von Hofmannsthal.
Neben seiner Theaterarbeit kümmerte sich der gewerkschaftlich engagierte Viktor Schwanneke auch um die sozialen Belange seiner Kollegen. Er war nicht nur Mitglied, sondern auch im Verwaltungsrat der Genossenschaft Deutscher Bühnen-Angehöriger. In einem Nachruf heißt es: „Seine große Beliebtheit bei den Kollegen und beim Publikum nutzte er nicht für sich, sondern für die ärmeren Kollegen aus.“
Im November 1921 gründete er mit dem Kaufmann Rudolf Wiltschek die Victor Schwanneke Filmgesellschaft m.b.H. (1921–1928). Von 1922 bis unmittelbar vor seinem Tod 1931, übernahm er auch eine Fülle von Nebenrollen in nicht allzu bedeutenden Kinofilmen.
Schwanneke war seit März 1922 Besitzer der nach ihm benannten Weinstuben in der Rankestraße, einem Künstlertreff für Film- und Theaterleuten.
Seine beiden Töchter Ellen (1907–1972) und Inge (1914–1988) gingen ebenfalls zur Bühne.
Viktor Schwanneke starb 1931 im Alter von 51 Jahren in Berlin und wurde auf dem Alten St.-Matthäus-Kirchhof in Berlin-Schöneberg beigesetzt. Das Grab ist nicht erhalten geblieben.

## Filmografie
- 1918: Die Knallzigarre
- 1918: Im Laden nebenan
- 1922: Der bekannte Unbekannte
- 1922: Marie Antoinette
- 1922: Der Liebe Pilgerfahrt
- 1923: Dämon Zirkus
- 1923: Ein Weib, ein Tier, ein Diamant
- 1924: Horrido
- 1924: Neuland
- 1925: Kampf um die Scholle
- 1925: Komödianten
- 1928: Ich hatte einst ein schönes Vaterland
- 1930: Liebeswalzer
- 1930: Die vom Rummelplatz
- 1930: Ein Burschenlied aus Heidelberg
- 1931: Moritz macht sein Glück
- 1931: … und das ist die Hauptsache!?
- 1931: D-Zug 13 hat Verspätung
- 1931: Schachmatt